# Самбийская возвышенность
Самбийское моренное плато (также Самбийская возвышенность) представляет собой возвышенное ядро Калининградского полуострова, занимая северную половину его территории. Южная половина представляет собой заболоченную приморскую низину. Плато начинается с крутых абразивных обрывов над берегами Балтийского моря, хотя у самой кромки воды имеется узкая полоса эрозионных пляжей, составляющих Янтарный берег. Клифы, возвышающиеся над ней, достигают высоты 40-55 метров. За последние 6 тысяч лет волны Балтийского моря размыли более 4 километров территории плато, значительно сократив таким образом площадь самого полуострова. Однако, некоторое количество размытых пород пошло на формирование аккумулятивных Куршской и Балтийской кос.

## География

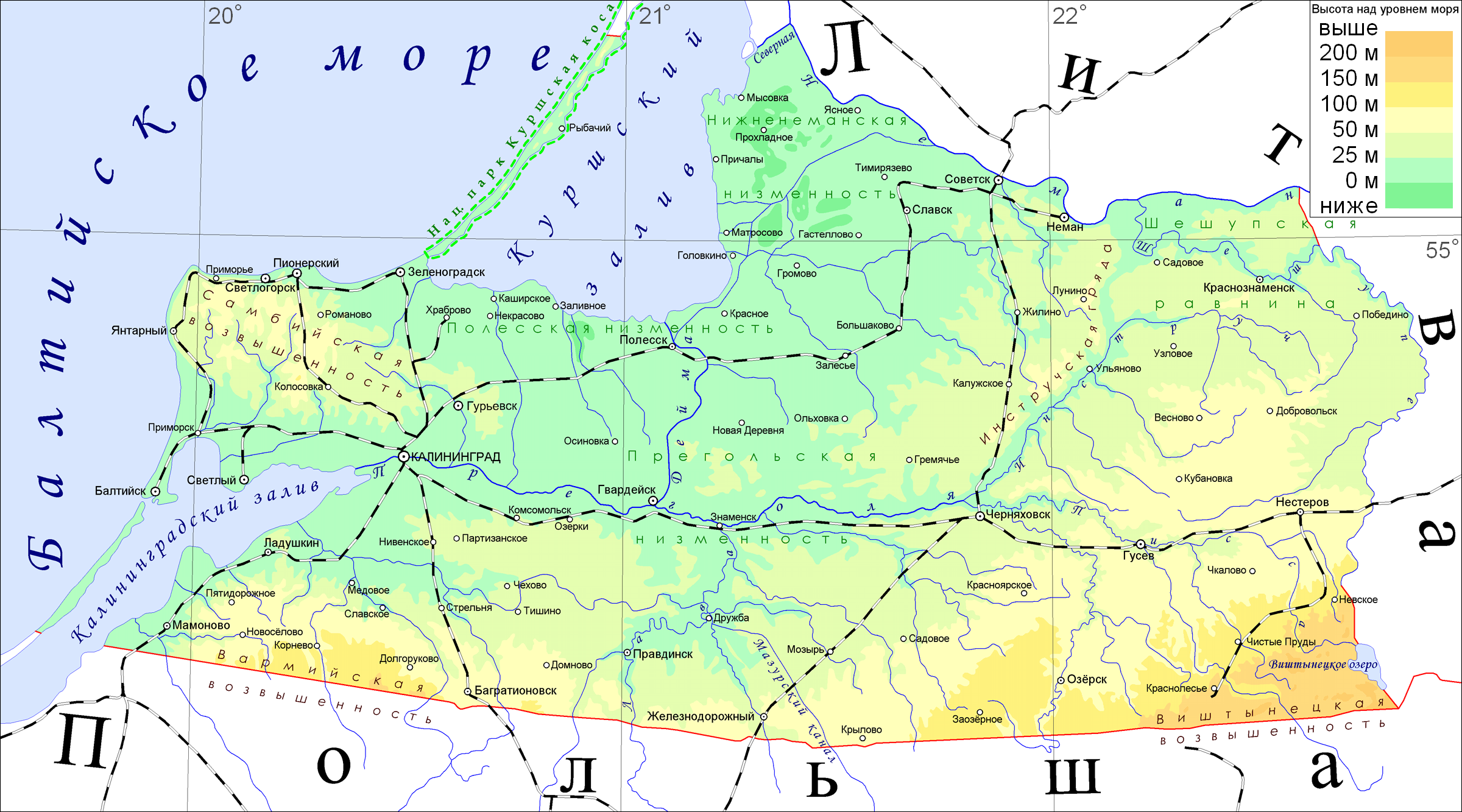
Самбийское моренное плато занимает северную половину Самбийского полуострова

Максимальная высота возвышенности над уровнем моря — гора Гальтгарбен (110 м), расположена практически в самом центре полуострова, в глубине возвышенности. Кроме этого выделяется гора высотой 86 метров к югу от города Пионерский и гора высотой 42 метров к северу от Гурьевска. Далее остатки плато прослеживаются в виде невысокого широтного водораздела (максимальная высота 9 метров), который рассекает река Дейма. К северу от водораздела расположена Полесская низменность, к югу — Прегольская. За Деймой местность вновь начинает повышаться и, наконец, здесь возникает Инстручская гряда.

## Геология

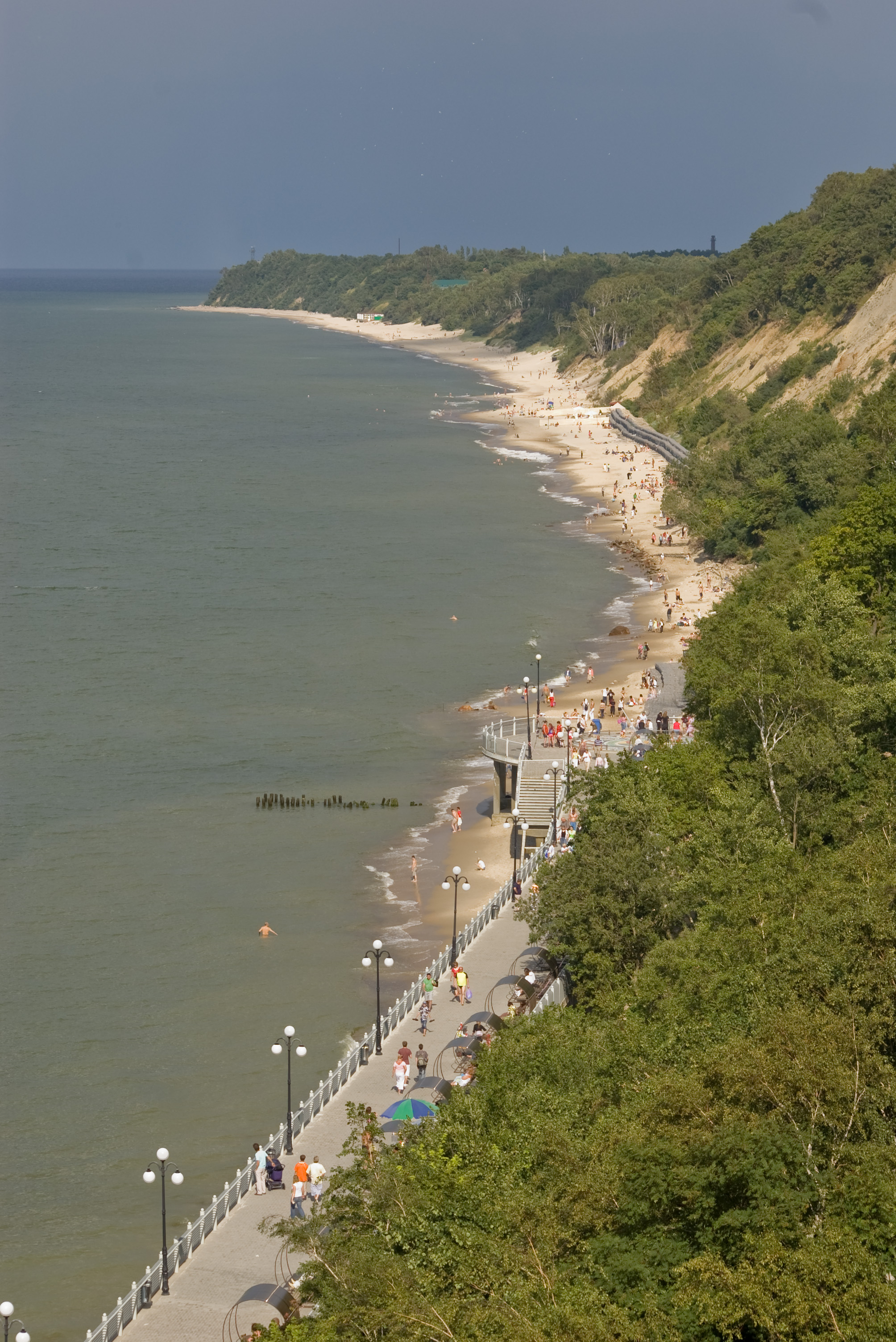
Клифы Самбийского плато в районе Светлогорска

По своему происхождению Самбийское плато — типичная морена, которую со временем деформировали длительные абразионно-аккумулятивные и эоловые процессы. В период отступления последнего оледенения сформировалась преобладающее направление моренных гряд, слагающих плато. С северо-запада на юго-восток плато вытянуто на более чем 50 километров, при этом отдельные массивы вытянуты с севера на юг и, реже, с запада на восток. Удлиненные платообразные холмы гряд часто имеют склоны средней крутизны и разделены широкими ложбинами, по дне которых текут многочисленные реки и ручьи. Отдельные холмы высотой 60-80 метров называются горами поскольку они покрыты остаточной, но чаще насадной, лесной растительностью и до сих пор отчетливо выделяются на фоне сельскохозяйственных угодий, занимающих межгрядовые и склоновые участки. Большая часть лесов была уничтожена ещё в период немецкой колонизации Самбии. Благодаря своему относительно мягкому климату, Самбийская возвышенность была довольно густо населена людьми ещё в доисторическую эпоху.

## Климат и гидрография
Несмотря на небольшие абсолютные величины, Самбийское плато оказывается на пути холодных северных и северо-восточных ветров. Благодаря этому, юго-западное побережье Калининградского полуострова отличается очень мягкой зимой. Безморозный период в этом районе достигает 200 дней в году, а средняя температура января по наблюдениям последних 22 лет была положительной (+0,3 °C). Возвышенность отличается самым обильным увлажнением и самым интенсивным речным стоком по области (свыше 8,0 л/сек/км²). Среди рек выделяются: Приморская, Светлогорка, Нельма, Мучная, Забава, Зеленоградка, Славная, Гурьевка, Куровка, Медвежья, Крайняя и множество других.